# Зјелона Гора
Зјелона Гора (пољ. Zielona Góra) је град у Пољској, у Војводству Лубушком. Према попису становништва из 2011. у граду је живело 118.982 становника.

## Становништво
Према прелиминарним подацима са пописа, у граду је 2011. живело 118.982 становника.
| 1946.  | 2002.   | 2011.   | 2012.   | 2016.   |
| ------ | ------- | ------- | ------- | ------- |
| 15.738 | 118.293 | 118.982 | 119.023 | 138.898 |

## Партнерски градови
- Краљево
- Золтау
- Бистрица
- Котбус
- Л’Аквила
- Троа
- Хелмонд
- Њитра
- Ивано-Франкивск